# Dom Pedrito
Dom Pedrito est une ville brésilienne du Sud-Ouest de l'État du Rio Grande do Sul, faisant partie de la microrégion Campanha méridionale et située à 439 km au sud-ouest de Porto Alegre, capitale de l'État. Elle se situe à une latitude de 30° 58′ 42″ sud et à une longitude de 54° 40′ 18″ ouest, à une altitude de 141 mètres. Sa population était estimée à 38 148, pour une superficie de 5 192 km2.
La commune fait frontière avec l'Uruguay par le département de Rivera.

## Villes voisines
- Santana do Livramento
- Rosário do Sul
- São Gabriel
- Lavras do Sul
- Bagé